# Киевская рисовальная школа
Киевская рисовальная школа — обучающее художественное заведение в Киеве, основанное в 1875 году художником-педагогом Николаем Мурашко. Финансировалась за счет городского бюджета и пожертвований мецената Ивана Терещенко.
Сначала школа находилась в доме Тарновского на Трёхсвятительской улице, в 1876—1880 годах — в одном из помещений городской думы, в 1880—1882 годах — доме на Афанасьевской улице, в 1882—1991 годах — на улице Большой Владимирской в доме №46 (не сохранился).
В 1901 году на основе Рисовальной школы Мурашко было организовано училище, которое перешло в подчинение Петербургской академии художеств.
Школа сыграла большую роль в подготовке украинских национальных художников. В 1877—1878 годах в ней учились В. А. Серов и К. С. Малевич. В школе получили образование Н. К. Пимоненко, А. А. Мурашко, С. П. Костенко, К. Я. Крыжицкий, Г. К. Дядченко, С. И. Блонская, И. С. Ижакевич, Я. М. Кругер, И. К. Дряпаченко, а также Г. П. Светлицкий, М. И. Жук, В. Д. Замирайло, А. А. Куренной, Ф. С. Красицкий, Ф. В. Шаврин и другие.
В 1875—1901 годах школой руководил Николай Мурашко. Здесь преподавали Н. И. Мурашко, X. П. Платонов, Н. К. Пимоненко, И. Ф. Селезнёв.